# Lễ khai mạc Đại hội Thể thao Đông Nam Á 2021
Lễ khai mạc Đại hội Thể thao Đông Nam Á 2021 được diễn ra vào tối thứ năm ngày 12 tháng 5 năm 2022 tại Sân vận động Quốc gia Mỹ Đình ở thủ đô Hà Nội, Việt Nam. Sự kiện bắt đầu lúc 20:00 và kết thúc lúc 21:25 (theo giờ Hà Nội).

## Tổng quan
Lễ khai mạc Đại hội Thể thao Đông Nam Á 2021 bao gồm 3 chương chính. Chương 1: "Việt Nam thân thiện" thể hiện một đất nước Việt Nam với nền văn hóa mang nét bản sắc riêng và thân thiện với người dân các nước trên thế giới. Chương 2: "Đông Nam Á mạnh mẽ" thể hiện sức mạnh của cộng đồng các nước ASEAN khi liên kết lại sẽ tạo nên một vị thế trên bản đồ thế giới. Chương cuối cùng, chương 3: "Đông Nam Á tỏa sáng", thể hiện sức mạnh đoàn kết, tình hữu nghị của Việt Nam và các nước trong khối ASEAN cùng nhau đoàn kết, xây dựng cộng đồng vững mạnh, phát huy vai trò của ASEAN trên trường quốc tế.
Chương trình ban đầu được dự kiến kéo dài 120 phút do biên đạo múa Trần Ly Ly, Quyền Cục trưởng Cục Nghệ thuật biểu diễn thuộc Bộ Văn hóa, Thể thao và Du lịch Việt Nam, làm tổng đạo diễn. Theo ban tổ chức, Việt Nam muốn gửi tới bạn bè quốc tế những hình ảnh đẹp, gắn liền với nước chủ nhà như nét đẹp dịu dàng của người con gái, hình ảnh chung của bó lúa, của cây tre...

## Chủ đề
Với chủ đề “Chào đón Đông Nam Á", lễ khai mạc SEA Games 31 toát lên khát vọng thể hiện nội lực trong sự tương đồng cũng như khác biệt về văn hóa của các quốc gia Đông Nam Á; kêu gọi tình đoàn kết, sự chia sẻ để xây dựng một cộng đồng bền vững trong bối cảnh thế giới đang đứng trước những biến động và thách thức lớn. Nội dung chính của buổi lễ thể hiện một Việt Nam chủ động, kết nối và truyền cảm hứng, lan tỏa đến các nước trong khu vực Đông Nam Á.
Thông điệp mà lễ khai mạc SEA Games 31 muốn nhấn mạnh bằng nghệ thuật trình diễn là: “Hãy đến đây với chúng tôi, chúng ta sẽ cùng nhau tỏa sáng và thể hiện sức mạnh của tình đoàn kết, thái độ cầu thị và yêu chuộng hòa bình, giữ vững ổn định chính trị trong khu vực Đông Nam Á".

## Chuẩn bị
Gần 2.000 cán bộ, chiến sĩ, nghệ sĩ, diễn viên, vận động viên, sinh viên của 14 đơn vị nghệ thuật, thể thao được thành phố Hà Nội huy động để tham gia chuẩn bị cho Lễ khai mạc SEA Games 31. Các đơn vị đã tổ chức tập luyện theo kế hoạch, chia thành các nhóm tại 5 địa điểm, sau đó hợp luyện tại Sân vận động quốc gia Mỹ Đình. Buổi sơ duyệt Lễ khai mạc diễn ra vào ngày 8 tháng 5, tổng duyệt lần thứ nhất ngày 10 tháng 5 và lần thứ hai ngày 11 tháng 5 năm 2022.
Vào sáng ngày 18 tháng 4 năm 2022, buổi tập dượt chuẩn bị cho lễ khai mạc Đại hội Thể thao Đông Nam Á 2021 đã được diễn ra tại Cung thi đấu điền kinh trong nhà Mỹ Đình. Đây là buổi tập dượt đông đủ nhất kể từ khi lên kế hoạch cho lễ khai mạc theo tiết lộ của đội ngũ đạo diễn.

## Điều kiện thời tiết
Khoảng 14 giờ ngày 12 tháng 5, khu vực sân Mỹ Đình đã xuất hiện mưa lớn và sấm sét, ảnh hưởng đến công tác chuẩn bị cho lễ khai mạc sắp diễn ra. Cho đến khoảng 1 tiếng trước lễ khai mạc, mưa đã tạnh hẳn.

## Tiến hành

### Thử nghiệm
Vào ngày 13 tháng 4 năm 2022, Khu liên hợp và Ban Quản lý dự án đầu tư xây dựng miền Trung và Tây Nguyên đã cho hoạt động thử đài lửa ở sân vận động Quốc gia Mỹ Đình. Đường dẫn khí đốt (ga) hoạt động tốt, lên lửa. Ban Tổ chức dự kiến sẽ cho chạy thử vài lần nữa, để khi sự kiện chính thức diễn ra, mọi việc sẽ thuận lợi.

### Bán vé
Ban tổ chức quyết định không bán vé lễ khai mạc SEA Games 31, thay vào đó chỉ phát hành khoảng 20.000 vé mời cho các quan chức, người hâm mộ và các đoàn vận động viên. Một nửa số vé được dành cho lãnh đạo cao cấp của Nhà nước, Chính phủ và Quốc hội Việt Nam; nguyên thủ các nước; quan chức quốc tế, đại sứ quán các nước tại Việt Nam, các bộ ngành trung ương, đoàn thể thao dự SEA Games 31 và hai hội cổ động viên miền Nam, miền Bắc, trong khi số vé còn lại dành cho các sở, ban, ngành tại địa phương, các quận huyện tại Hà Nội. 20.000 vé mời này được phân bổ cho các khán đài A, C và D của sân Mỹ Đình; khán đài B được dùng làm nơi dàn dựng sân khấu.
Sau khi vé mời được phát hành, một số hội nhóm buôn bán vé trên mạng đã rao bán với giá từ 200.000 đồng đến 600.000 đồng/vé, thậm chí có nơi bán đến 1,4 - 2,2 triệu đồng/cặp vé, tùy vị trí ngồi trên khán đài. Một thành viên trong ban tổ chức tiết lộ với Tuổi Trẻ rằng chính ông cũng phải bỏ ra 500.000 đồng để mua một cặp vé mời lễ khai mạc phục vụ công việc.

### Sự kiện chính

#### Chương trình
| #  | Tựa đề                         | Nội dung (UTC+7) |
| -- | ------------------------------ | --- |
| 1  | Lễ thượng cờ và chào cờ        | Sau phần giới thiệu đại biểu trong nước và quốc tế, 8 chiến sĩ tiêu binh Đoàn Nghi lễ Quân đội nhân dân Việt Nam thực hiện nghi thức rước quốc kỳ nước Cộng hòa Xã hội chủ nghĩa Việt Nam (20:00), tiếp đó là nghi thức thượng cờ và cử hành quốc ca Việt Nam (20:04). Cuối nghi lễ, lá cờ Việt Nam xuất hiện tung bay trên bầu trời với những vì sao sáng. |
| 2  | Trống đồng khai hội            | Hình ảnh trống đồng xuất hiện giữa sân khấu (20:06), trong khi màn hình phát video nhìn lại các kỳ SEA Games trong lịch sử theo chiều của chim Lạc trên trống đồng cho đến thời khắc khai mạc lần thứ 31 (20:07). Hình ảnh Rồng thiêng bay lượn trên bầu trời (20:08) tái hiện một huyền thoại của địa linh nhân kiệt và những kỳ tích của đất thiêng Thăng Long - Hà Nội, nơi diễn ra lễ khai mạc Đại hội.                                                     |
| 3  | Việt Nam xin chào              | Màn biểu diễn nghệ thuật, võ thuật diễn tả tinh thần võ công - văn trị, yêu lao động nhân ái và đoàn kết của người Việt Nam sẵn sàng hòa mình vào biển lúa phồn vinh của cả khu vực Đông Nam Á, tạo nên những mùa vàng của ấm no và hòa bình. Hình tượng cây tre xuất hiện (20:09) như những nhịp cầu vững bền, thủy chung của tình đoàn kết, tinh thần hữu nghị cùng các quốc gia Đông Nam Á. Cây tre đồng thời cũng đại diện cho ý chí và khí phách Việt Nam. |
| 4  | Hồn sen Việt                   | Lấy cảm hứng từ hình ảnh bông sen, bài múa truyền đi thông điệp vươn lên trong gian khó để tỏa sáng (20:17). Kết thúc màn biểu diễn là hình ảnh biểu trưng của SEA Games 31 (20:22). |
| 5  | Hội tụ để tỏa sáng             | Màn biểu diễn nghệ thuật mapping đại cảnh trên mặt sân vận động sử dụng chất liệu của hội hoạ. Những nét văn hóa đặc sắc của 11 quốc gia Đông Nam Á và hình ảnh 40 môn thi đấu tại SEA Games 31 được thể hiện theo phong cách tranh dân gian Đông Hồ (20:24). |
| 6  | Đường đến Việt Nam             | Bài múa nón tôn vinh vẻ đẹp nội tâm của Đông Nam Á bằng nét đẹp dịu dàng, nhân văn của những người phụ nữ Việt, qua hình ảnh tà áo dài và chiếc nón lá (20:28). |
| 7  | Diễu hành và tuyên bố khai mạc | Các đoàn thể thao lần lượt tiến vào sân khấu (20:33), sau đó 2 nhóm vận động viên của Việt Nam mang theo những lá cờ của Liên đoàn Thể thao Đông Nam Á và SEA Games tiến vào lễ đài làm nghi thức thượng cờ (20:45). Tiếp đó là các bài phát biểu (20:51) và tuyên bố khai mạc (21:03) của lãnh đạo các cấp của Việt Nam và màn bắn pháo hoa chào mừng (21:04).                                                                                                 |
| 8  | Lễ tuyên thệ                   | Vận động viên Đấu kiếm Vũ Thành An và trọng tài Muay Thái Phan Thị Ngọc Linh của Việt Nam thay mặt các vận động viên và trọng tài tham dự Đại hội đọc lời tuyên thệ (21:05). |
| 9  | Chung một dòng chảy            | Màn múa và võ thuật thể hiện hình tượng con thuyền Đông Nam Á cùng nhau vượt qua mọi sóng gió, biến động của lịch sử để cùng nhau đoàn kết, vươn ra biển lớn, cùng nhau chào đón ánh bình minh rực rỡ (21:08). |
| 10 | Hành trình ngọn đuốc SEA Games | Ban tổ chức phát video Hành trình ngọn đuốc SEA Games 31, bao gồm các đoạn ghi hình trước hình ảnh ngọn đuốc đi qua trước khi trực tiếp xuất hiện tại sân Mỹ Đình (21:13). Ngọn đuốc lần lượt qua tay các vận động viên và cựu vận động viên của Việt Nam trước khi đến Quách Thị Lan (21:16), người sẽ thắp đài lửa tại SEA Games 31. |
| 11 | Thắp lửa SEA Games             | Khi ngọn đuốc được đặt vào vị trí trung tâm sân khấu, một đài đuốc ảo với ngọn lửa được thắp sáng từ từ xuất hiện (21:17), cùng lúc đài đuốc trên sân vận động được cháy sáng, báo hiệu cho những ngày thi đấu sắp tới của SEA Games 31. |
| 12 | Let's Shine                    | Ca khúc chính thức của kỳ Đại hội - "Let's Shine" - được vang lên tại Lễ khai mạc, với sự xuất hiện của linh vật Sao la, biểu tượng của 54 dân tộc Việt Nam và 11 quốc gia Đông Nam Á (21:18). Buổi lễ kết thúc bằng màn bắn pháo hoa (21:23). |

#### Diễu hành
Mỗi đoàn vận động viên được dẫn dắt bởi một người phụ nữ mặc áo dài đỏ in họa tiết bông hoa, người cầm tấm bảng ghi tên quốc gia của đoàn vận động viên đó. Thứ tự các quốc gia trong bảng là thứ tự diễu hành của các đoàn.
| Lễ diễu hành Đại hội Thể thao Đông Nam Á 2021 | Lễ diễu hành Đại hội Thể thao Đông Nam Á 2021 | Lễ diễu hành Đại hội Thể thao Đông Nam Á 2021 | Lễ diễu hành Đại hội Thể thao Đông Nam Á 2021 | Lễ diễu hành Đại hội Thể thao Đông Nam Á 2021 | Lễ diễu hành Đại hội Thể thao Đông Nam Á 2021 |
| #                                             | Quốc gia                                      | Người cầm cờ                                  | Môn thể thao                                  | Tham khảo                                     | Ghi chú                                       |
| --------------------------------------------- | --------------------------------------------- | --------------------------------------------- | --------------------------------------------- | --------------------------------------------- | --------------------------------------------- |
| 1                                             | Brunei Darussalam (BRU)                       | Anisah Najjihah binti Adbullahm               | Pencak silat                                  | [ 24 ]                                        |                                               |
| 2                                             | Campuchia (CAM)                               | Khan Jessa                                    | Jujitsu                                       | [ 24 ]                                        |                                               |
| 3                                             | Indonesia (INA)                               | Emilia Nova                                   | Điền kinh                                     | [ 18 ]                                        |                                               |
| 4                                             | Lào (LAO)                                     | Soulasith Khamvongsa                          | Bi sắt                                        | [ 25 ]                                        |                                               |
| 5                                             | Malaysia (MAS)                                | Nur Dhabitah Sabri                            | Nhảy cầu                                      | [ 19 ]                                        |                                               |
| 6                                             | Myanmar (MYA)                                 | Aung Tun Min                                  | Cầu mây                                       | [ 25 ]                                        |                                               |
| 7                                             | Philippines (PHI)                             | Ernest John Obiena                            | Điền kinh                                     | [ 26 ]                                        |                                               |
| 8                                             | Singapore (SGP)                               | Sheik Farhan                                  | Pencak silat                                  | [ 27 ]                                        |                                               |
| 9                                             | Thái Lan (THA)                                | Suvijak Khunthong                             | Jujitsu                                       | [ 25 ]                                        |                                               |
| 10                                            | Đông Timor (TLS)                              | Ana da Costa da Silva Pinto Belo              | Taekwondo                                     | [ 25 ]                                        |                                               |
| 11                                            | Việt Nam (VIE)                                | Nguyễn Huy Hoàng                              | Bơi lội                                       | [ 20 ]                                        | Chủ nhà                                       |

## Những vị khách đáng chú ý
- Nguyễn Xuân Phúc, Chủ tịch nước Cộng hòa Xã hội chủ nghĩa Việt Nam[10]
- Vương Đình Huệ, Chủ tịch Quốc hội nước Cộng hòa Xã hội chủ nghĩa Việt Nam
- Vũ Đức Đam, ủy viên Ban chấp hành Trung ương Đảng Cộng sản Việt Nam, Phó Thủ tướng Chính phủ Việt Nam [11]
- Tan Chuan-Jin (陳川仁/陈川仁), chủ tịch Quốc hội Singapore[6]

## Quốc ca
Tiến quân ca, Cộng hòa xã hội chủ nghĩa Việt Nam

## Tiếp nhận
SEA Games 31 khai mạc đã thu hút truyền thông các nước trong khu vực Đông Nam Á, với hầu hết đều bày tỏ lời khen ngợi. Tờ Harian Metro của Malaysia đã dùng từ "rực rỡ" khi nói về Lễ khai mạc, trong khi hãng thông tấn Bernama của Malaysia cũng cho rằng "Việt Nam khởi động SEA Games 31 một cách ngoạn mục", nhấn mạnh nước chủ nhà đã tổ chức một buổi lễ khai mạc mãn nhãn trong ánh sáng rực rỡ của màu sắc, pháo hoa. Tờ Siam Sport của Thái Lan viết: "Việt Nam mở đầu SEA Games thật ấn tượng. [...] Công nghệ, âm thanh và ánh sáng hiện đại đã truyền đạt sức mạnh của người dân trong khối ASEAN hiện nay". Trong khi đó, hãng thông tấn Antara của Indonesia ví Lễ khai mạc SEA Games 31 như một biểu trưng cho tình đoàn kết của Đông Nam Á: "Khi ngọn đuốc của đại hội được thắp lên tại sân vận động Mỹ Đình, hàng trăm quả pháo hoa đã được thả lên không trung. Ngay lập tức bầu trời Hà Nội bừng sáng với những ánh đèn đủ màu sắc, đi kèm với tiếng reo hò của hàng chục nghìn khán giả tại sân Mỹ Đình. Điều này dường như đưa ra một thông điệp rằng 11 quốc gia ở Đông Nam Á đã sẵn sàng chào đón một kỷ nguyên mới sau khi bị ảnh hưởng bởi đại dịch COVID-19".
Màn diễu hành của 11 đoàn thể thao tại Lễ khai mạc được Siam Sport miêu tả là "ấn tượng đáng nhớ", với chỉ 31 người tham gia diễu hành, cũng là lần thứ 31 SEA Games được tổ chức. Báo điện tử VOV đã nhận xét 2 MC đảm nhận vai trò dẫn dắt buổi lễ, Đức Bảo và Phí Linh, "đã có màn kết hợp không thể ăn ý và cảm xúc hơn", đặc biệt là Đức Bảo với lời chào đón bằng tiếng bản địa của 11 quốc gia tại phần diễu hành.
Các cổ động viên Đông Nam Á cũng có những phản hồi tích cực về lễ khai mạc SEA Games 31, trong khi đó buổi lễ đã không nhận được sự đánh giá cao từ một bộ phận khán giả, chủ yếu là từ phía khán giả nước chủ nhà. Nhiều người cho rằng việc sử dụng các công nghệ trình chiếu trong lễ khai mạc để thể hiện kỹ xảo hình ảnh là "lạm dụng" và "quá mức", cũng như việc quá nhấn mạnh vào hiệu ứng ánh sáng mà ít chú trọng đến hình ảnh con người trong các phần trình diễn.